# Mehmed Ferid Bajá
Mehmed Ferid Bajá (en turco: Avlonyalı Ferit Paşa or Avlonyalı Mehmet Ferit Paşa; Yanya; 1851-San Remo, 1914) fue un político otomano de origen albanés. Fue gran visir del Imperio otomano del 15 de enero de 1903 hasta el 22 de julio de 1908, cuando el sultán restauró la Constitución de 1876 tras la Revolución de los Jóvenes Turcos. Además del turco otomano hablaba albanés, árabe, francés, italiano y griego.

## Origen y comienzos
Mehmed Ferid Bajá descendía de una rica familia terrateniente de Valona con gran influencia en la Albania meridional que había proporcionado altos funcionarios al Estado otomano durante más de tres siglos. Su hermano Syrja Vlora fue asesor económico del sultán Abdul Hamid II y otro pariente suyo fue el fundador del Estado albanés moderno, Ismail Qemal bey Vlora. En su juventud, Ferid se formó en el instituto griego Zosimea de Ioánina, en el que aprendió griego, francés e italiano. Colaboró con la Sociedad para la Publicación de Escritos Albaneses a finales de la década de 1870. Emprendió una carrera en el funcionariado imperial tras la disolución de la Liga de Prizren y llegó a ser gobernador de Konya, en Anatolia.

## Gran visir
Abdul Hamid II lo nombró gran visir (sadrazam) en 1903, tras vencer a la Liga de Peja y clausurar todas las escuelas albanesas de Albania. Era un momento en el que la situación geopolítica en los Balcanes se deterioraba, y el soberano escogió a Ferid Bajá para el cargo por ser de Valona, albanés, tener buena reputación y por tener en gran estima a los albaneses por sus servicios y lealtad al imperio. El sultán esperaba que el nuevo gran visir conservaría la fidelidad albanesa al imperio y sería capaz de movilizarlos al servicio del Estado si lo requería la situación geopolítica. Ferid Bajá juró lealtad al monarca afirmando: «Un albanés que dice besa una vez no puede quebrantar su promesa ni faltar a ella». Aportó al puesto su sólida experiencia administrativa y una red de contactos albaneses de una zona estratégica para el imperio. Deseaba aplicar medidas de precaución contra los Jóvenes Turcos para evitar que estos diesen un golpe de Estado contra el sultán. En febrero de 1904, ordenó la destitución de Necib Efendi, mutasarrif de Elbasan, acusado de inmoral e impotente.
En marzo de 1906, estalló una revuelta en Erzurum contra los impuestos altos; Ferid Bajá rechazó las exigencias de los rebeldes puesto que los tributos eran los mismos en todo el imperio. No obstante, telegrafió al clero de la ciudad que enviaría una comisión a investigar la situación y destituiría al gobernador si se demostraba que había abusado de su poder, medidas que debían apaciguar las protestas.
La situación geopolítica y la cuestión albanesa centraban la atención del gran visir, que expresó su preocupación por la tesitura en mayo de 1906. En su opinión, Italia deseaba hacer del Adriático un «lago italiano», a lo que se debía su actividad pública y encubierta en Albania, sus conexiones con los italo-albaneses y las peticiones de algunas de sus asociaciones en favor de la autonomía albanesa. Advirtió a los funcionarios imperiales que vigilasen las actividades de sus colegas italianos en Albania y sospechaba que Austria-Hungría también tenía planes sobre la región.
Durante la Revolución de los Jóvenes Turcos de 1908, el gabinete del gran visir ordenó a Hilmi Bajá despachar un funcionario a investigar la razón de la reunión en Firzovik y a dispersar a la multitud albanesa sin emplear la fuerza. Ciento noventa y cuatro notables firmaron dos telegramas que enviaron desde Firzovik a Ferid Bajá y al Shayj al-islam el 20 de julio reclamando la restauración de la Constitución de 1876. El sultán despidió a Ferid Bajá el 23 de julio de 1908 y lo sustituyó por Mehmed Saíd Bajá puesto que aquel no había sabido impedir la revuelta de los Jóvenes Turcos ni conservar la lealtad de los albaneses. Había sido gran visir durante cinco años, seis meses y ocho días y fue por tanto la tercera persona que más tiempo desempeñó el cargo durante el reinado de Abdul Hamid II; había personificado la confianza del soberano en los albaneses musulmanes.

## Ministro del Interior
Fue ministro del Interior en 1909 y defendió la acción gubernamental en Kosovo en el Parlamento otomano frente a las críticas de ciertos diputados albaneses, que denunciaban que el ejército hacía un uso indiscriminado de la fuerza contra los rebeldes que perjudicaba también a los civiles. Ferid Bajá defendió asimismo la legalidad de la recaudación de impuestos por parte del Estado; los debates evidenciaron la polarización política del momento en el imperio. Volvió a asumir la cartera de Interior en 1912 en un nuevo Gobierno, tras el estallido de una nueva rebelión albanesa y el deterioro de la situación en Kosovo.
Su tercer hijo Jalaluddin Bajá desposó a la princesa Atiyetala Janum Efendi, la primogénita de Abbas II de Egipto.